# Patrik Berger (musikproducent)
För artikeln om fotbollsspelaren, se Patrik Berger
Jens Patrik Berger, född 27 april 1979 i Uppsala, är en svensk musikproducent och låtskrivare.
Bergers genombrott kom 2010 när han tillsammans med Robyn skrev och producerade låten "Dancing on My Own", som blev Robyns första listetta i Sverige och som vann en Grammis för Årets låt 2010. Låten utsågs senare till 2010-talets bästa av musiktidningen Rolling Stone och 2024 utsågs "Dancing on my own" av musikexperter i P3 till den bästa låten någonsin i projektet P300.
Bland Bergers största framgångar märks också världshiten "I Love It", med Icona Pop som toppat Englandslistan och sålts i mer än 4 miljoner exemplar. Han har även skrivit och producerat musik till bland andra Lana Del Rey, Charli XCX, Ariel Pink, Veronica Maggio, Bleachers, Royal Blood, Foster the People, Amason, Miike Snow, Markus Krunegård, Noonie Bao, Santigold, Peter, Björn & John, MNDR, Adrian Lux, INVSN och Those Dancing Days.
Ett samarbete med producenten Jack Antonoff har sedan 2020 lett till flera låtar med världsartister som Taylor Swift, Bruce Springsteen, Lana del Rey, Diana Ross och Tame Impala. 2022 nominerades Patrik Berger till en Grammis i kategorin Årets producent. Vid Grammisgalan 2025 vann han pris som Årets kompositör för sitt samarbete med Antonoff (Bleachers) och Swift.
Patrik Berger har även bandet BC Unidos med Markus Krunegård. Berger spelade tidigare  i hardcorebandet Bitch Hawk och punkbandet Snuffed by the Yakuza, som nominerades i kategorin Årets rock/metal vid P3 Guld 2006.
Han är son till kulturgeograferna Sune Berger och Gunnel Forsberg.